# Адольф Цукор
Адо́льф Цу́кор (англ. Adolph Zukor, ім'я при народженні — Адольф К'юкор;7 січня 1873 — 10 червня 1976) — американський кінопродюсер угорського походження, засновник кінокомпанії Paramount Pictures.

## Біографія

### Ранні роки
Цукор народився в єврейській родині в Річе (Угорщина), який тоді входив до Австро-Угорської імперії. В 1889 році, у віці 16 років він емігрував в Америку. Як і більшість іммігрантів, починав з нуля. Коли він вперше приїхав в Нью-Йорк, він залишився там зі своєю сім'єю і працював в магазині оббивки, де його друг прийняв на роботу як учня кушніра. Цукор працював там протягом двох років. Коли він вирішив зайнятися самостійною роботою і шити вироби з хутра для продажу, йому було дев'ятнадцять років, і він був досвідченим дизайнером. У 1893 році його заінтригувала Всесвітня виставка в Чикаго, присвячена відкриттю Колумбом Америки, і він вирішив вирушити на Середній Захід. Опинившись там, він заснував хутряний бізнес. І вже на другому сезоні роботи персонал Zukor's Novelty Fur Company був розширений до двадцяти п'яти осіб і був відкритий філіал.

### Кар'єра в кіно
Він почав працювати в кінопромисловості, коли в 1903 році його двоюрідний брат Макс Гольдштейн прийшов до нього за кредитом. Мітчеллу Марку потрібні були інвестори з метою розширення мережі театрів, першим з яких був «Зал Едісона» в Буффало. В залі були представлені вражаючі винаходи Томаса Едісона: фонограф, електричне освітлення і рухомі зображення. Цукор не тільки дав Гольдштейну гроші, але наполягав на формуванні партнерства для відкриття ще такого ж закладу. Іншим партнером в підприємстві був Маркус Лоу.

#### «Відомі гравці»
У 1912 Адольф Цукор заснував кінокомпанію «Відомі гравці» (Famous Players Film Company) — з рекламним слоганом «Відомі гравці у відомих п'єсах» — як американський дистриб'ютор французького Les Amours de la reine Élisabeth, з Сарою Бернар в головній ролі. У наступному році він отримав фінансову підтримку від братів Фроман, великих нью-йоркських театральних імпресаріо. Їх основною метою було привести театральних акторів на великий екран. Цукор продовжив створювати фільм «В'язень Зенди» (1913). Він купив склад на 26-й стріт на Манхеттені й перетворив його на кіностудію «Челсі», яка використовується донині.

#### Paramount Pictures

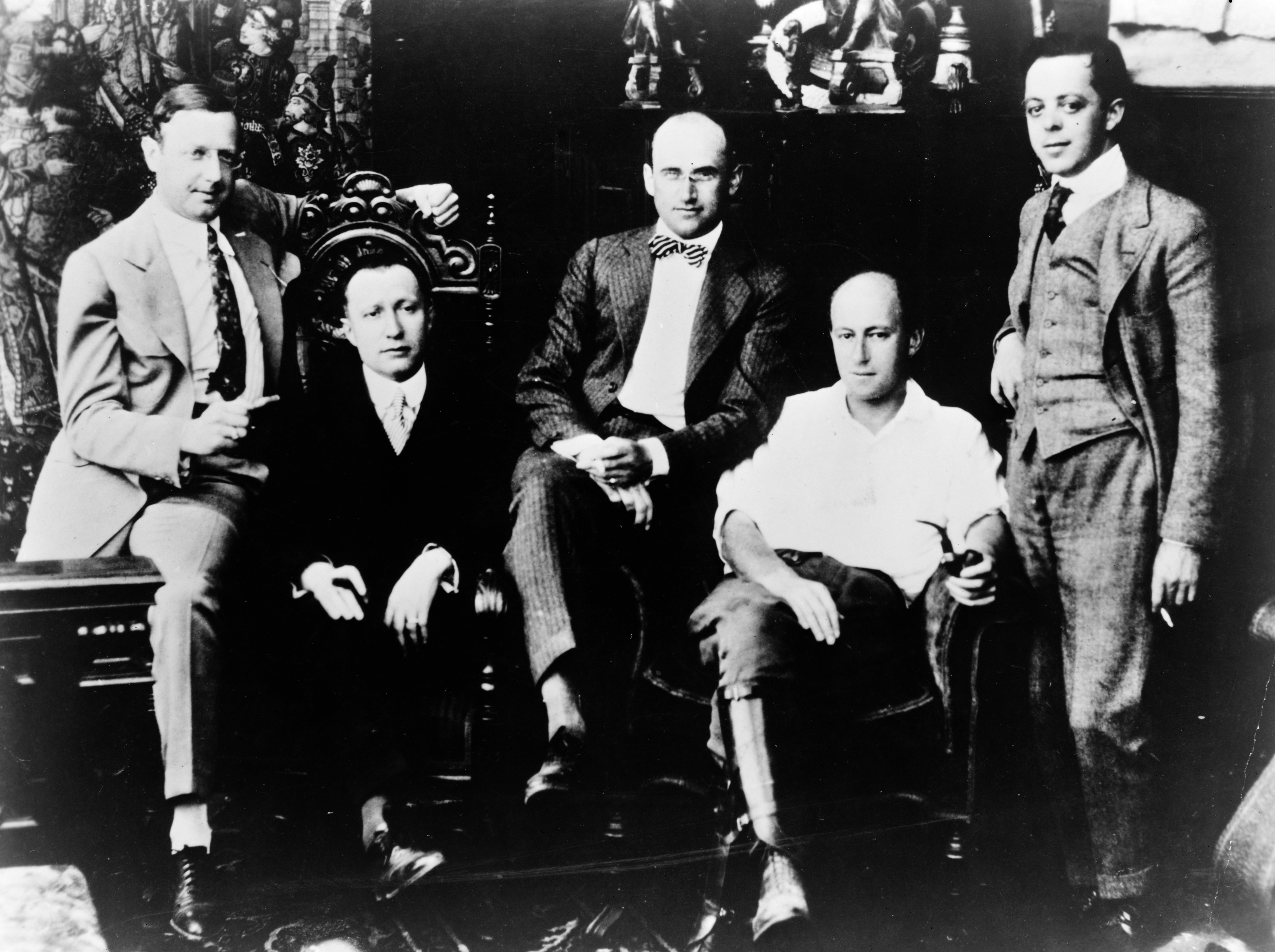
Партнери Famous Players-Lasky (Цукор другий зліва)

Студія перетворилася в Famous Players-Lasky у співпраці з Джессі Ласкі, а потім в Paramount Pictures, в якій він обіймав посаду президента до 1936 року, коли він став головою ради директорів.
Цукор зробив революцію в кіноіндустрії по організації виробництва, дистрибуції та виставці в рамках однієї компанії.
Цукор був також досвідченим режисером і продюсером. Він пішов з Paramount Pictures в 1959 році і аж до своєї смерті у віці 103 роки обіймав посаду почесного голови.
У 1980 році був створений мюзикл «The Biograph Girl», присвячений піонерам німого кіно, серед яких названо і Цукора.